# (500562) 2012 UD58
(500562) 2012 UD58 es un asteroide perteneciente al cinturón de asteroides, descubierto el 24 de agosto de 2007 por el equipo del Spacewatch desde el Observatorio Nacional de Kitt Peak, Arizona, Estados Unidos.

## Designación y nombre
Designado provisionalmente como 2012 UD58.

## Características orbitales
2012 UD58 está situado a una distancia media del Sol de 2,976 ua, pudiendo alejarse hasta 3,626 ua y acercarse hasta 2,325 ua. Su excentricidad es 0,218 y la inclinación orbital 15,69 grados. Emplea 1875,23 días en completar una órbita alrededor del Sol.

## Características físicas
La magnitud absoluta de 2012 UD58 es 16,8. 